# コインブラ伯領
コインブラ伯領（コインブラはくりょう、ポルトガル語：Condado de Coimbra）は、現代のポルトガルにかつてあった諸侯領であり、コインブラ、ヴィゼウ、ラメーゴ、サンタ・マリア・ダ・フェイラなどの土地から成っていた。
その起源は、アストゥリアス王国がレコンキスタ（ルコンキシュタ）によりこれらの土地を回復し、エルメネヒルド・グティエレス（エルメネジルド・グテレス）伯に与えたことにある。その後40年にわたり、彼は人口の減少した地域への再植民に努めた。彼とその直系の子孫らは伯の地位を受け継ぎ、コインブラも掌握し続けた。しかし、後世にはしばしばそう扱われるにもかかわらず、はっきり「コインブラ伯」であるとは名乗らなかった。
明確に「コインブラ伯」と呼ばれた最初の貴族は、おそらくはエルメネヒルドの家系に連なる、ゴンサロ・ムーニョスであった。959年頃に伯となった彼はレオン王国（アストゥリアス王国の後身）の西部において最も有力な貴族の一人だったが、レオン王ベルムード2世への反乱に失敗し、戦死して所領を失ったと見られる。アルマンソル（アル＝マンスール）率いるイスラム教徒の軍が987年にこの地域を奪回した後、997年にサンティアゴ・デ・コンポステーラを略奪した際には、ゴンサロの息子たちがその配下として加わっており、ゴンサロの子孫が元の主君とは疎遠になっていたことが見て取れる。
1064年、レオン・カスティーリャ王フェルナンド1世の軍勢によってコインブラは完全にキリスト教徒のものとなり、この戦いを指揮したモサラベのシスナンド・ダビデスがコインブラ伯に任じられた。独立した勢力としてのコインブラ伯領は、1096年にエンリケ・デ・ボルゴーニャがポルトゥカーレ伯領を再興した際、これに編入されたことで終焉し、後にエンリケの息子アフォンソ1世によって建国されたポルトガル王国の一部を成した。

## 歴代のコインブラ伯
初期にコインブラを領有した伯
- エルメネヒルド・グティエレス（878年 - 920年） コインブラの征服者
- アリアス・メネンデス（920年 - 924年） エルメネヒルドの息子
- グティエレ・メネンデス（924年 - 934年） エルメネヒルドの息子
- ムニオ・グティエレス（934年 - 959年） グティエレの息子、アリアスの養子

コインブラ伯（第1期）
- ゴンサロ・ムーニョス（959年 - 981年） おそらくはムニオの息子
- ムニオ・ゴンサーレス（983年 - 987年） ゴンサロの息子

コインブラ伯（第2期）
- シスナンド・ダビデス（1064/1075年 - 1091年）
- マルティン・ムーニョス（1091年 - 1093年） シスナンドの養子